# 宣笔
宣笔是产于中国安徽省宣城市泾县的一种毛笔，是中国四大名笔之一。宣笔经常与著名的宣纸一起被提到。
2008年，宣笔制作技艺被列入国家级非物质文化遗产名录。

## 历史
毛笔通常在安徽省宣城市泾县制作。在古代，泾县是由宣州府管辖，因此，以府治宣城为名，故称“宣笔”。
宣笔在晋朝（256年-420年）时期已经在学者，政府官员，书法家和画家中大受欢迎。
在唐朝（618-907年）和宋朝（960-1279年），宣州府与浙江省湖州一起成为中国毛笔生产制造中心。唐朝期间，宣笔继续被列为给中国皇帝及其朝廷的本地贡品。

## 毛笔

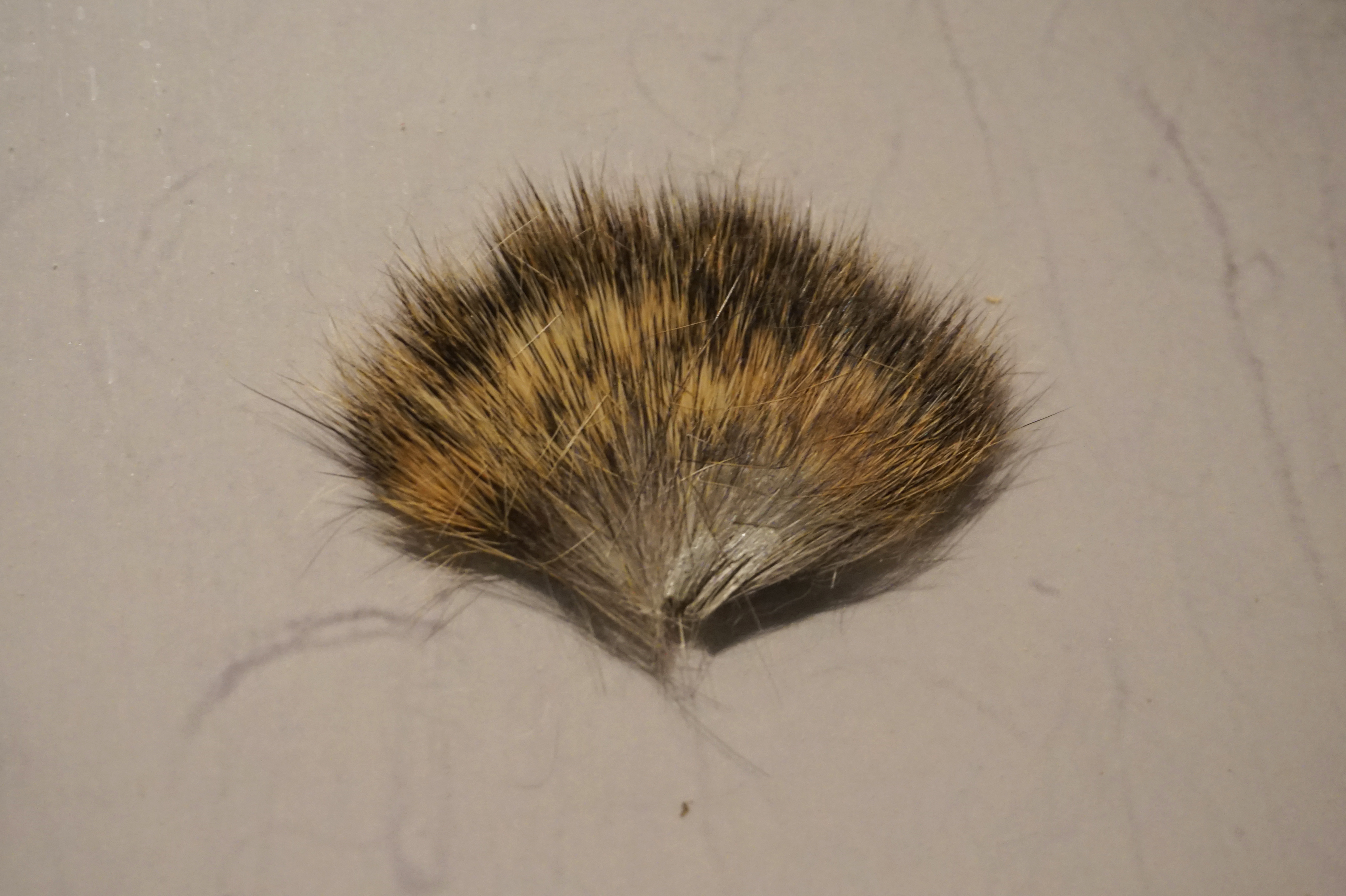
紫毫（野兔的毛，用来制作毛笔）。安徽博物院藏。

### 制笔原料
最著名的宣笔是用棕色的兔毛精心制成。宣笔是中国最贵的毛笔之一，也是中国最著名的四大毛笔之一。

### 制笔工艺流程
宣笔的制作不仅精于选择原料，更注重制作工艺。宣笔制作的流程可分为水盆、装套、修笔、检验、装球五个部分。制作流程还可进一步细分为浸皮、发酵、柔笔、选毫、分毫、熟毫、扎头、笔套、易毫、刻字等十几道流程，70多个操作工序，而非一人一手或一朝一夕可就。其中包含了笔工艺人的艰辛和劳累，尤其是修笔和检验必须细之又细、精之又精。一支上品宣笔要反复修笔多次，并用放大镜来检查。

## 列入非物质文化遗产
中国文化部公布的第二批国家非物质文化遗产名录中，“宣笔制作技艺”名录其中，这是继中国“宣纸制作技艺”之后，又一种文房珍品被选入中国国家非物质文化遗产名录。泾县宣笔厂生产的高级书画笔，除供应北京荣宝斋、上海朵云轩等书画店和国内20多个省市外，每年还出口10多万支，远销日本、东南亚、西欧及美洲等地。